# Finkenherd 3 (Quedlinburg)

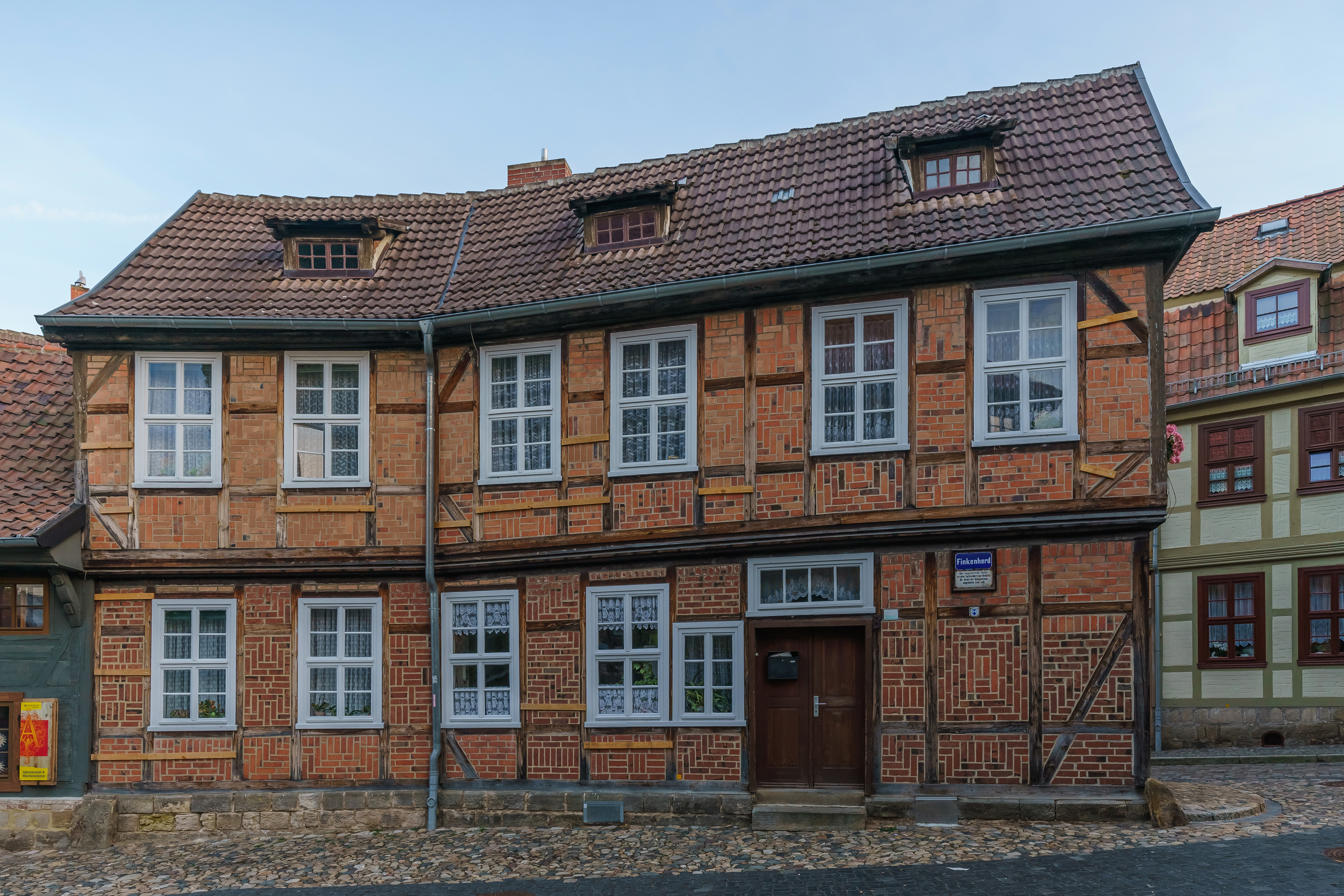
Haus Finkenherd 3, westliche Fassade

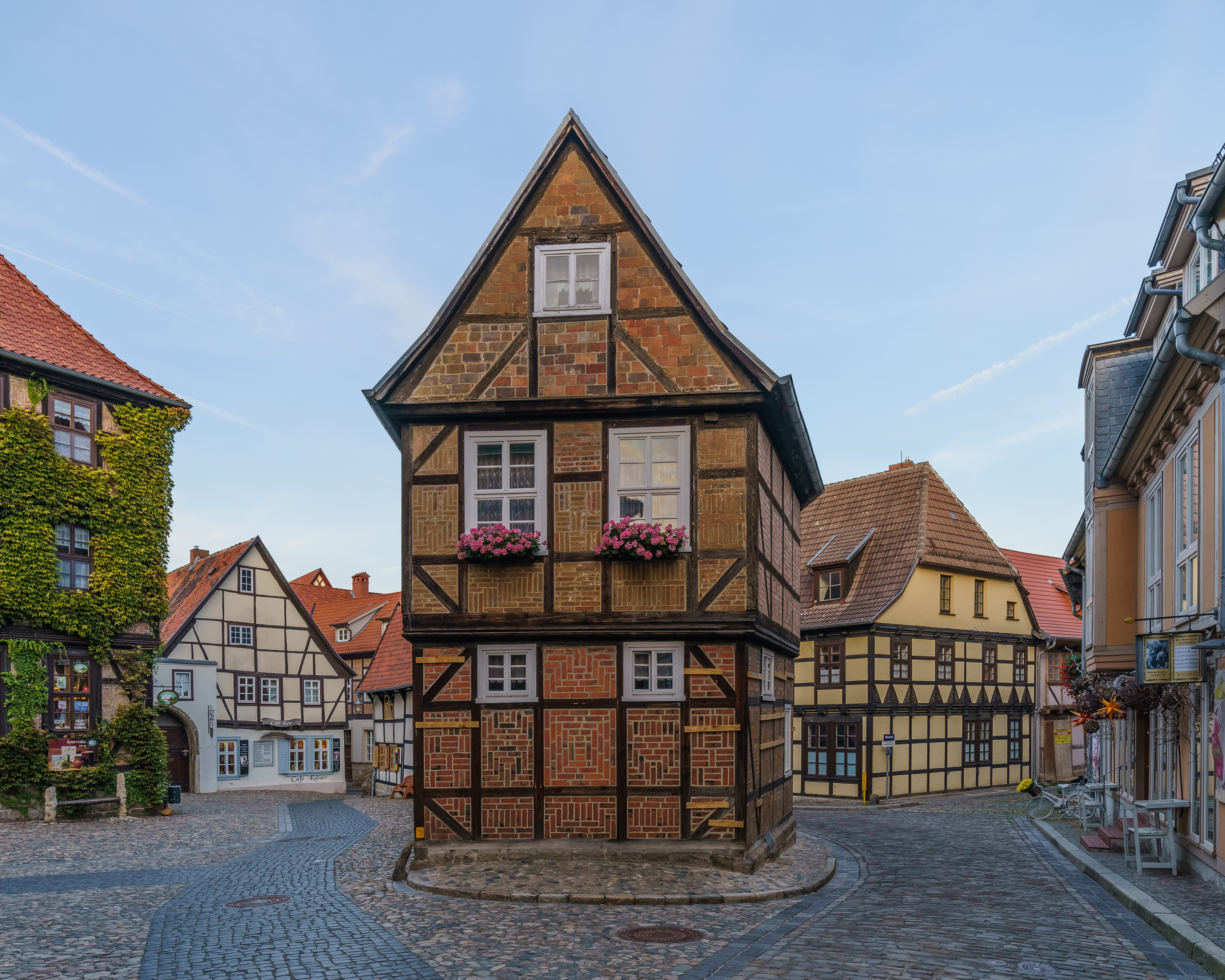
Finkenherd 3, Südgiebel

Das Haus Finkenherd 3 ist ein denkmalgeschütztes Gebäude in der Stadt Quedlinburg in Sachsen-Anhalt und gehört zum UNESCO-Weltkulturerbe.

## Lage
Es befindet sich an der Nordseite des Quedlinburger Schlossbergs im Stadtteil Westendorf. Das Haus stellt den südlichen Kopfbau der aus den Häusern Finkenherd 1, 2 und 3 bestehenden Häuserzeile dar.

## Architektur und Geschichte
Das kleine Fachwerkhaus entstand um 1780. Es ist damit deutlich jünger als die bereits aus dem 16. Jahrhundert stammenden Häuser Finkenherd 1 und 2. Die Gefache sind mit Ziegeln in Zierformen ausgemauert.
Das Umfeld des Hauses gilt einer Sage nach als die Stelle, an der der Sachsenherzog Heinrich während des Vogelfangs davon Kenntnis erhielt, dass er zum deutschen König gewählt wurde. An der westlichen Fassade des Gebäudes ist eine Tafel angebracht, die auf diese Legende hinweist.